# Architekt Ralf Schulte-Ladbeck

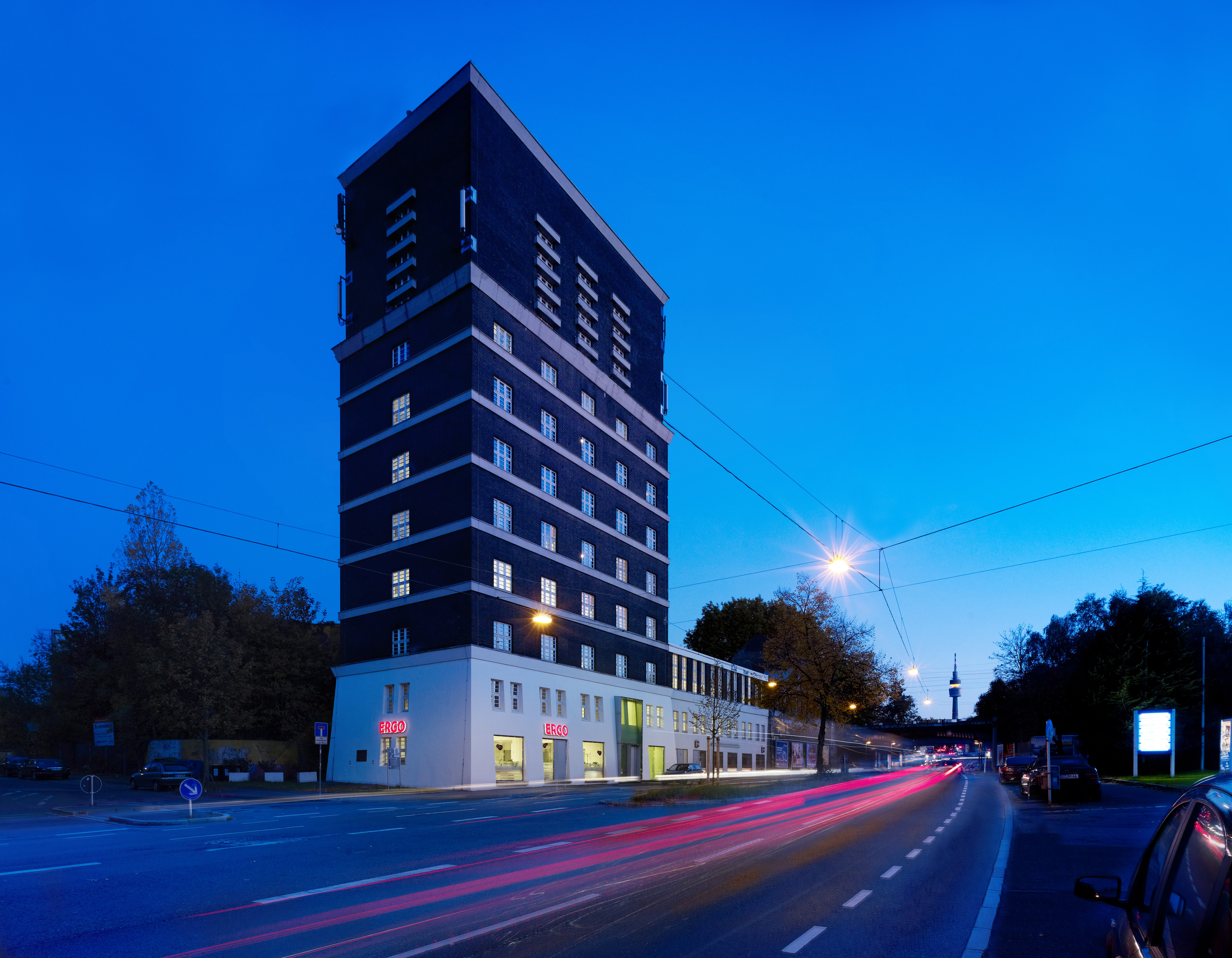
Unternehmenssitz im umgenutzten Wasserturm an der Straße „Heiliger Weg“ in Dortmund

Architekt Ralf Schulte-Ladbeck, A-SL-Baumanagement (eigene Schreibweise architekten A-SL) ist ein Architekturbüro aus Dortmund, das von Ralf Schulte-Ladbeck 1990 gegründet wurde. Ralf Schulte-Ladbeck (25. Januar 1965 in Recklinghausen) ist ein deutscher Architekt, der vor allem durch den Bau von Konzerthäusern bekannt wurde. Er führt ein international tätiges Architekturbüro in Dortmund und Costa Rica.

## Leben und Werk
Ralf Schulte-Ladbeck wuchs als Sohn des Bergmannes Manfred Schulte-Ladbeck mit einem Bruder in Recklinghausen, Herne und Bochum auf. Er absolvierte sein Architekturstudium an der Fachhochschule Dortmund und nahm anschließend das Studium der Baukunst an der Kunstakademie Düsseldorf auf in den Meisterklassen von Ernst Kasper, Oswald Mathias Ungers, Laurids Ortner und Ilias Zengelis.
Parallel zum Studium nahm Ralf Schulte-Ladbeck an Wettbewerben teil und gewann 1990 den Wettbewerb Institut der Feuerwehr Nordrhein-Westfalen in Münster und den Wettbewerb für einen Masterplan in Kevelaer.
1990 gründete er sein Architekturbüro Architekt Ralf Schulte-Ladbeck mit Sitz in Dortmund.
Seit 1996 ist Schulte-Ladbeck Mitglied des Bundes Deutscher Architekten in Nordrhein-Westfalen.
1997 gewann Ralf Schulte-Ladbeck den Wettbewerb zum Neubau des Konzerthauses Dortmund; 2002 schloss er die Bauarbeiten des Konzerthauses Dortmund ab, das er mit dem Maler Oliver Jordan und dem Bildhauer Stephan Balkenhol ausgestaltete.
Schwerpunktmäßig wurden in den letzten Jahren Projekte in den Bereichen Kulturbau, Sport- und Freizeiteinrichtungen, Shoppingcenter, Verkehrsbauten, Städtebau, Hotel- und Wohnungsbau, Sanierung und Denkmalschutz geplant und realisiert.
Bekanntheit erreichte das Büro durch Projekte wie: Big Tipi zur Expo 2000, Konzerthaus Dortmund (2002), Umbau des Westfalenstadions (Signal Iduna Park) (2003) für Borussia Dortmund zum größten Stadion Deutschlands zur Fußball-Weltmeisterschaft 2006, Schloss Grafenegg in Österreich (2008), Umbau des unter Denkmalschutz stehenden Dortberghauses in Dortmund zum Hotel (2022).
Seit 2010 lehrt er an der Universität Rostock und hält Vorträge.

## Stil
Die stilistische Haltung des Architekten Ralf Schulte-Ladbeck resultiert sowohl aus einer intensiven Aneignung der klassischen Moderne, als auch einer Beeinflussung durch die zeitgenössische, einfache Architektur, in dem er uns bekannte Bilder neu interpretiert.
Er bevorzugt natürliche, aufeinander abgestimmte Materialien, seine eher minimalistische Formensprache weist ihm eine Position zu.
Seine Herangehensweise ist geprägt von der Auseinandersetzung mit dem Ort und Kontext eines Gebäudes und der Idee, öffentlichen Raum zu schaffen, der einen Mehrwert für die Gesellschaft und den Menschen darstellt.

## Bauwerke (Auswahl)
- 1992–1993: Heizhaus Bergen, Insel Rügen[13][14]
- 1990: Recyclinghof-Aplerbeck, Dortmund[15]
- 1991–2001: Masterplan Kevelaer
- 1995–2000: Linie U 42, Stammstrecke 2, Acht Stadtbahn Haltestellen, Dortmund
- 1997–1999: Sparkasse Bochum, Umbau und Erweiterung der Hauptstelle der Sparkasse[16]
- 1997–2002: Konzerthaus Dortmund, Philharmonie für Westfalen, Dortmund
- 1998–2002: Stadtbadgalerie, Bochum
- 1999–2000: Big Tipi, Pavillon auf der Expo 2000, Hannover (temporär)
- 2001–2002: Big Tipi, Pavillon, Dortmund
- 1999–2000: Umbau Wasserturm des Dortmunder Südbahnhofs, zum Atelier Architekten Schulte-Ladbeck
- 2001–2002: 3. Ausbaustufe des Westfalenstadions, Signal Iduna Park zum größten Stadion Deutschlands vom BVB 09, Dortmund
- 2003–2004: Umbau Bauernhaus, Haus Derwald, Dortmund
- 2003–2006: Shoppingcenter „Luisenforum“, Wiesbaden
- 2003–2006: Reinoldiforum, Anbau und Umbau St. Reinoldi, Reinoldikirche, Dortmund[17]
- 2004–2008: Bürgerbüros, Umbau, Bochum
- 2004–2006: Neubau eines Fußballstadions, MDCC-Arena, Magdeburg[18]
- 2005–2008: Auditorium Konzerthaus Schloss Grafenegg, Grafenegg, Österreich
- 2007: Haus Schulte-Ladbeck, Dortmund
- 2008–2010: Inhouse, Dortmund
- 2009–2011: Umbau Theater Dortmund
- 2010–2012: Haus am See, Dortmund
- 2015–2018: Neubau Kirchturm-St. Ewaldi, Dortmund
- 2018: Baumhaus, CM1, Dortmund
- 2014–2019: Wohnquartier, Herdecke
- 2015–2022: Intercityhotel, im historischen Dortberghaus, Dortmund
- 2020–2025: Neubau 6-zügige Kita mit Wohnen, Dortmund
- 2020–2026: Wohnquartier Kronprinzenviertel, Dortmund
- 2022–2026: Umbau Konzerthaus Dortmund, Philharmonie für Westfalen, Dortmund
- 2022–2026: Gedenkstätte am Wasserturm des Dortmunder Südbahnhofs, Dortmund
- 2023–2026: Neubau einer Strandvilla, Santa Teresa (Puntarenas), Costa Rica
- 2023–2027: Neubau eines Hotels, Costa Rica